# 欣斯贝格2-吲哚酮合成
欣斯贝格2-吲哚酮合成（Hinsberg oxindole synthesis）以乙二醛的亚硫酸氢钠加成物为原料合成2-吲哚酮。